# Cmentarz żydowski w Książu Wielkim
Cmentarz żydowski w Książu Wielkim – kirkut społeczności żydowskiej niegdyś zamieszkującej Książ Wielki. Data powstania cmentarza nie jest znana. Cmentarz znajduje się przy ul. Szewskiej i ma powierzchnię 1 ha. Został zniszczony podczas II wojny światowej. Obecnie na nieogrodzonym terenie znajduje się około 25 zachowanych nagrobków. Najstarsze nagrobki pochodzą z końca XIX wieku.
Na cmentarzu znajduje się jeden nowy nagrobek. Idąc do góry dotrze się do Synagogi.